# Árok Antal
Árok Antal (Balatonboglár, 1943. szeptember 23. – Budapest, 2009. október 6.) magyar pedagógus, újságíró, szakszervezeti vezető, 2007 és 2008 között a Pedagógusok Szakszervezete (PSZ) elnöke.

## Élete
Árok Antal - miután a balassagyarmati Balassi Bálint Gimnázium katedráján a gyakorlatban is sikerrel vizsgázott - 1966-ban szerezte középiskolai tanári oklevelét az ELTE Természettudományi Kar (ELTE TTK) biológia-földrajz szakán. Egy tanévet a gárdonyi általános iskolában, majd 1967–1975 között a fővárosi Rottenbiller utcai általános iskolában, 1975-1979 között pedig a Madách Imre Gimnáziumban tanított.
1979-től PSZ-vezető (1966-tól tag). 1979-től az országos központ munkatársa, majd osztályvezetője, 1989-től igazgató, 1991-től országos iroda-vezető, 1998-tól a szakszervezet szervezetpolitikai titkára, 2003-tól 2007-ig alelnök, 2007-től 2008-ig megbízott elnök.
1996-ban alapító elnöke volt a Pedagógus Nyugdíjpénztárnak, amely 2000-ben az MKB Nyugdíjpénztárral egyesült.  2000 januárjától a Magyar Külkereskedelmi Bank Nyugdíjpénztára igazgatósági tagja lett.
1998-tól haláláig a Pedagógusok Lapja főszerkesztője, a Magyar Újságírók Országos Szövetsége tagja.
Ő volt az egyetemi szintű közoktatásvezető-szakszervezetivezető-képzés megteremtője, mentora.
Munkája elismeréseként 2009. március 15-e alkalmából A Magyar Köztársasági Érdemrend lovagkeresztje kitüntetésben részesült.
Két gyermeke: Antal és Ádám. Özvegye a Magyar Postánál dolgozik.